# فرهنگ موج‌سواری
فرهنگ موج‌سواری (انگلیسی: Surf culture) یک سبک زندگی است که حول محور ورزش موج‌سواری و فعالیت‌های مرتبط با آن شکل گرفته است. این فرهنگ ریشه در جزایر پلی‌نزی دارد و در دهه‌های ۱۹۵۰ و ۱۹۶۰ در ایالات متحده آمریکا به محبوبیت رسید. امروزه، موج‌سواری در سراسر جهان گسترش یافته و به یک ورزش و سبک زندگی جهانی تبدیل شده است.
فرهنگ موج‌سواری در دهه‌های ۱۹۵۰ و ۱۹۶۰ به اوج محبوبیت خود رسید (به‌ویژه در هاوایی، استرالیا و کالیفرنیا). موج‌سواری بر موسیقی، مد، ادبیات، فیلم، هنر و زبان عامیانهٔ جوانان در فرهنگ عامه تأثیر گذاشته است. با گسترش این فرهنگ در سراسر جهان، تعداد موج‌سواران همواره رو به افزایش است.
فرهنگ موج‌سواری تأثیر قابل توجهی بر مد، موسیقی، فیلم و تلویزیون داشته است. بسیاری از برندهای لباس و لوازم جانبی از سبک موج‌سواری الهام می‌گیرند. موسیقی موج‌سواری نیز به یک ژانر محبوب تبدیل شده است و در بسیاری از فیلم‌ها و برنامه‌های تلویزیونی به نمایش درآمده است.
در سال‌های اخیر، موج‌سواری در ایران نیز در حال رشد است. سواحل جنوبی ایران، به ویژه سواحل چابهار و کنارک، به مقاصدی محبوب برای موج‌سواران تبدیل شده‌اند. موج‌سواری در ایران هنوز در مراحل اولیهٔ توسعه قرار دارد.

## ویژگی‌های فرهنگ موج‌سواری
- علاقه به اقیانوس: موج‌سواران علاقه وافری به اقیانوس دارند و به آن احترام می‌گذارند. آن‌ها زمان زیادی را در آب می‌گذرانند و از زیبایی و قدرت آن لذت می‌برند.
- سبک زندگی آرام و بی‌دغدغه: موج‌سواران اغلب سبک زندگی آرام و بی‌دغدغه‌ای دارند و به دنبال لذت بردن از لحظه حال هستند. آن‌ها به جای مادیات، به تجربیات و روابط انسانی اهمیت می‌دهند.
- احترام به طبیعت: موج‌سواران به محیط زیست احترام می‌گذارند و به دنبال حفظ اقیانوس‌ها و سواحل هستند. آن‌ها در فعالیت‌های حفاظت از محیط زیست شرکت می‌کنند و به دنبال کاهش اثرات منفی خود بر روی طبیعت هستند.
- احساس تعلق به یک جامعه: موج‌سواران یک جامعهٔ جهانی را تشکیل می‌دهند که در آن با یکدیگر ارتباط برقرار می‌کنند، تجربیات خود را به اشتراک می‌گذارند و از یکدیگر حمایت می‌کنند.
- خلاقیت و ابراز وجود: موج‌سواری یک ورزش خلاقانه است که به موج‌سواران امکان می‌دهد تا خود را ابراز کنند و سبک شخصی خود را در موج‌سواری پیدا کنند.
- موسیقی و هنر: موسیقی و هنر نقش مهمی در فرهنگ موج‌سواری دارند. سبک‌های موسیقی مانند رگی، اسکا پانک و راک اند رول اغلب با موج‌سواری همراه هستند. همچنین، هنرهای تجسمی مانند نقاشی و عکاسی نیز در این فرهنگ جایگاه ویژه‌ای دارند.

اشتیاق موج‌سواران برای یافتن بهترین موج‌ها برای سواری با تخته‌هایشان، آن‌ها را به شرایطی وابسته می‌کند که ممکن است به سرعت تغییر کنند، چون آب و هوا و تأثیر آن بر سطح اقیانوس غیرقابل پیش‌بینی است. از آنجایی که موج‌سواری به وجود خط ساحلی اقیانوسی با سواحل نیاز دارد، فرهنگ زندگی ساحلی اغلب بر موج‌سواران تأثیر می‌گذاشت و بالعکس. مجلهٔ سِرفر (Surfer) در دههٔ ۱۹۶۰، زمانی که موج‌سواری محبوبیت پیدا کرد، تأسیس شد و اولین رسانه‌ای بود که به فرهنگ موج‌سواری پرداخت و شامل فعالیت‌های محیط زیستی نیز می‌شد. کارکنان این مجله می‌گفتند اگر سخت مشغول کار باشند و کسی فریاد بزند «موج‌ها بلند شدن!»، همه به سرعت دفتر را ترک می‌کنند. بومی‌گرایی یا قلمروگرایی نیز بخشی از فرهنگ موج‌سواری است که در آن افراد یا گروه‌هایی از موج‌سواران، نقاط کلیدی موج‌سواری خاصی را متعلق به خود می‌دانند.
جنبه‌هایی از فرهنگ موج‌سواری دههٔ ۱۹۶۰ در کالیفرنیای جنوبی، جایی که برای اولین بار رواج پیدا کرد، شامل ماشین‌های وودیWoodie (استیشن‌واگن‌های چوبی)، بیکینی و دیگر لباس‌های ساحلی، مانند شلوارک‌های گشاد مخصوص موج‌سواری و موسیقی موج‌سواری می‌شود. موج‌سواران اسکیت‌برد را توسعه دادند تا بتوانند روی زمین «موج‌سواری» کنند و همچنین ورزش‌های تخته‌ای دیگری را ابداع کردند.

## تاریخچه

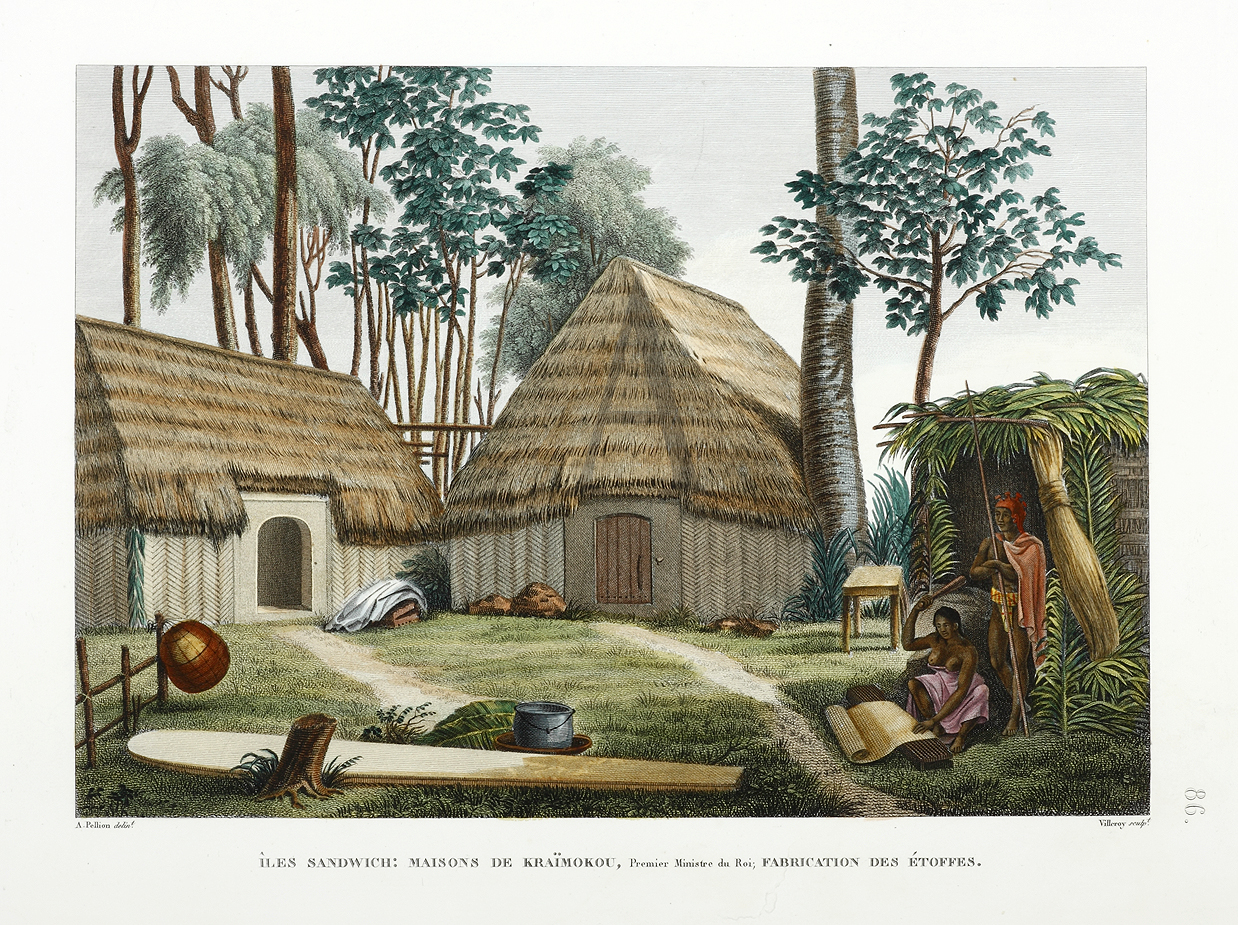
آلفونس پلیون، جزایر ساندویچ؛ خانه‌های کالانی‌موکو، نخست‌وزیر پادشاه؛ ساخت پارچه. در پیش‌زمینه یک تخته اولو، بزرگ‌ترین تخته موج‌سواری چوبی هاوایی، دیده می‌شود. (حدود ۱۸۱۹)

روایت غالب از تاریخچه موج‌سواری ("heʻe nalu"؛ به معنای لغوی، سر خوردن روی موج) ریشه‌های آن را در جنوب اقیانوس آرام می‌داند، جایی که این عمل در طول قرن‌ها به صورت آیینی درآمد. اجماع انسان‌شناسان و مورخان این است که موج‌سواری در سراسر پلی‌نزی و جاهای دیگر در اقیانوس آرام در دوران پیشامدرن انجام می‌شده و موج‌سواری حداقل برای ۱۵۰۰ سال در هاوایی از نظر فرهنگی اهمیت داشته است.
فرهنگ موج‌سواری در هاوایی اکنون بسیار متفاوت با سال ۱۷۷۸ است، زمانی که کاپیتان جیمز کوک به قلمرو این جزیره پا گذاشت. خانواده سلطنتی هاوایی صدها سال بر قلمرو اقیانوس حکومت می‌کردند، اگرچه این جزایر تا زمانی که کامهامها اول پادشاهی جزایر هاوایی را در سال ۱۸۱۰ تأسیس کرد، متحد نشدند. جامعه سنتی هاوایی توسط سیستمی از ممنوعیت‌ها به نام "kapu" (تابو) سازماندهی می‌شد که تمام جنبه‌های زندگی جزیره‌نشینان - سیاسی، اجتماعی و مذهبی - را تعیین می‌کرد. این قوانین همه چیز را از اینکه چه غذاهایی بخورند تا نحوه ساخت تخته موج‌سواری را دیکته می‌کرد. در نتیجه، جامعه به دو طبقه اجتماعی، طبقه سلطنتی و طبقه عوام تقسیم می‌شد. بهترین نقاط موج‌سواری برای خانواده سلطنتی رزرو شده بود، در حالی که مردم عادی به مکان‌هایی با موج‌های کوچکتر و شکل‌گیری ضعیف‌تر منتقل می‌شدند. کد kapu طول مناسب تخته‌هایی را که باید استفاده شود، با توجه به وضعیت سوارکار، تعیین می‌کرد. مردم عادی تخته‌هایی به طول ۱۲ تا ۱۴ فوت سوار می‌شدند، در حالی که خانواده سلطنتی تخته‌هایی به طول ۱۶ تا ۲۴ فوت سوار می‌شدند.
اگرچه تاریخ‌نگاری سفیدپوستان (haole) بر زوال فرهنگ موج‌سواری در هاوایی تأکید کرده است که با ورود مبلغان آمریکایی در سال ۱۸۲۰ آغاز شد، که برهنگی، قمار و تمایلات جنسی معمولی مرتبط با موج‌سواری را ناپسند می‌دانستند، محققان بومی هاوایی در حال ارزیابی مجدد تاریخ خود هستند و ادعا می‌کنند که برخلاف روایت غالب، بومیان هاوایی در قلمرو poʻina nalu (منطقه موج‌سواری) عاملیت داشته‌اند و در برابر تجاوز استعمار مقاومت کرده‌اند.

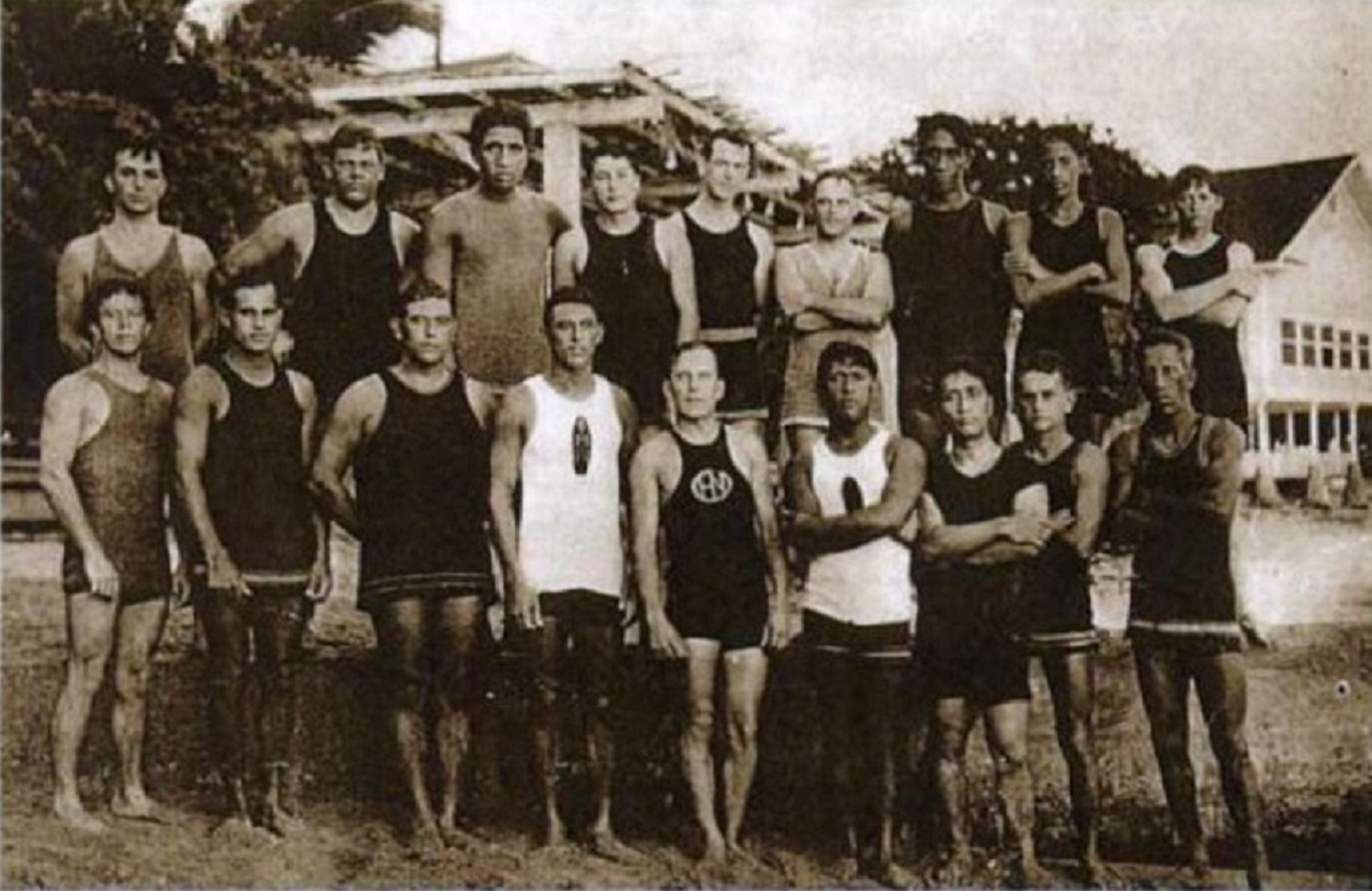
دوک کاهاناموکو و باشگاه هوی نالو

در اوایل دهه ۱۹۰۰، الکساندر هیوم فورد و جک لندن به‌طور فعال تلاش کردند تا بومیان هاوایی را در حوزه فرهنگی خودشان به حاشیه برانند و از موج‌سواری به عنوان وسیله‌ای برای جذب گردشگران بهره‌برداری کنند. اگرچه جرج فریث و دیگر هاوایی‌ها به فورد و لندن موج‌سواری را آموزش داده بودند، اما آن‌ها به تأسیس باشگاه Outrigger Canoe (تأسیس شده در سال ۱۹۱۱) ادامه دادند و آن را "سازمانی برای haole" اعلام کردند. در پاسخ، فریث و دوک کاهاناموکو باشگاه چند نژادی هوی نالو (باشگاه موج‌ها) را در وایکیکی راه‌اندازی کردند تا کنترل وضعیت خود را در منطقه موج‌سواری اعمال کنند و اقیانوس را به عنوان یک قلمرو هاوایی حفظ کنند و از آن در برابر استعمار غرب که سرزمین آن‌ها را گرفته بود دفاع کنند.
گسترش جهانی موج‌سواری از هاوایی نیز در اوایل قرن بیستم آغاز شد، زمانی که فریث و کاهاناموکو در ایالات متحده، استرالیا و نیوزلند نمایش‌هایی را ارائه کردند. فریث و کاهاناموکو سفیران اصلی موج‌سواری بودند. فریث در سال ۱۹۰۷ به جنوب کالیفرنیا نقل مکان کرد و در آنجا این ورزش را در بسیاری از سواحل، از جمله ونیز و ردوندو بیچ، به نمایش گذاشت. از آغاز دهه ۱۹۶۰، موج‌سواری توسط موج‌سواران فداکار، عمدتاً از کالیفرنیا و استرالیا، در جستجوی موج‌های جدید در مکان‌های دور، بیشتر گسترش یافت.

## جنبه معنوی
موج‌سواری برای مردم هاوایی باستان بسیار مقدس بود. آن‌ها مطالعهٔ امواج را "ka nalu" می‌نامیدند و خاطرهٔ موج‌سواران بزرگ را در سرودها و آهنگ‌هایی (meles) که از قرن پانزدهم به جا مانده است، حفظ می‌کردند. بسیاری از رؤسا سرود مخصوص موج‌سواری خودشان را داشتند که مهارتشان را در این ورزش ستایش می‌کرد؛ این سرودها را فقط یک خوانندهٔ حرفه‌ای می‌توانست بخواند که هر رئیس یکی از آن‌ها را در خدمت خود داشت. با اینکه برخی مورخان می‌گویند موج‌سواری فقط مخصوص "aliʻi" یا حاکمان موروثی هاوایی بوده، اما در واقع هاوایی‌های همهٔ طبقات و جنسیت‌ها، چه جوان و چه پیر، این هنر را تمرین می‌کردند.
پس از مرگ پادشاه کامهامها اول در سال ۱۸۱۹، پسرش لی‌هولی‌هو (کامهامها دوم)، به درخواست همسر محبوب کامهامها، "Kaʻahumanu"، که خود را نایب‌السلطنه اعلام کرده بود، سیستم "kapu" (تابو) را که زندگی جزیره‌نشینان را کنترل می‌کرد، لغو کرد. در نتیجهٔ این اقدام، معابد و مجسمه‌های خدایان تخریب شدند؛ اگرچه بسیاری از بت‌ها در زمان شکستن تابوها پنهان شده بودند، اما بعداً اغلب به تحریک مبلغان آمریکایی کلیسای پروتستان، پیدا و سوزانده شدند. ککوآئوکلانی، پسرعموی لی‌هولی‌هو، که توسط عمویش کامهامها اول مسئولیت دفاع از خدایان، معابد و پرستش آن‌ها را بر عهده داشت، با این تغییر مخالفت کرد و رهبری کاهنان، درباریان و رئوسای محلی مخالف لغو تابوها را بر عهده گرفت. او در میدان نبرد Kuamo'o در جزیرهٔ هاوایی با لی‌هولی‌هو روبرو شد، اما نیروهای پادشاه به رهبری کالانی‌موکو، آخرین مدافعان دین باستانی را شکست دادند. اعتقاد به قدرت خدایان زمانی تضعیف شد که کسانی که با آن‌ها مخالفت می‌کردند، هیچ مجازات الهی دریافت نکردند.
از زمان‌های قدیم در میان بومیان هاوایی، کاهن (kahuna) پیش از بریدن درخت برای ساخت تختهٔ موج‌سواری، هدایایی از ماهی در کنار درخت می‌گذاشت، دعا می‌خواند و دیگر مراسم مذهبی را انجام می‌داد. آن‌ها معتقد بودند که درختانی که تخته‌های موج‌سواری خود (papa heʻe nalu) را از آن‌ها می‌ساختند، روح (ʻuhane) دارند و از تنهٔ درختان اقاقیای koa برای ساخت آن‌ها استفاده می‌کردند. تخته‌های شنا روی شکم (bodyboards) یا pae poʻo آن‌ها و همچنین تخته‌های موج‌سواری kikoʻo و alaia از درخت koa ساخته می‌شدند. اما olo، طولانی‌ترین و سنگین‌ترین تخته‌های موج‌سواری، از چوب سبک‌تر و شناورتر درخت ویلیویلی ساخته می‌شدند و فقط مخصوص اشراف بودند.
Heiaus مکان‌های عبادت هاوایی‌ها بودند که در آن‌ها قربانی می‌کردند. این مکان‌ها شامل معابد و همچنین اشیاء طبیعی یا ویژگی‌های چشم‌انداز بودند. هر فعالیت در فرهنگ هاوایی با یک آیین مذهبی مرتبط با یک خدا یا خود فعالیت، مانند موج‌سواری، مرتبط بود. وقتی اقیانوس آرام بود و موجی برای موج‌سواری وجود نداشت، کاهن (kahuna) سطح دریا را با رشته‌های بلند گیاه نیلوفر پیچ (pohuehue) می‌بست و همراه با موج‌سواران سرود می‌خواند:
| هاواییایی                                                                                       | فارسی |
| Ku mai! Ku mai! Ka nalu nui mai Kahiki mai, Alo po ʻi pu! Ku mai ka pohuehue, Hu! Kai koʻo loa. | برخیزید، برخیزید ای موج‌های عظیم از کاهیکی، موج‌های قدرتمند و پیچان، با پوهوئه‌هو برخیزید، به جوش آیید، ای موج‌های خروشان بلند. |

خود این سرود به نام pohuehue، برگرفته از نام نیلوفر پیچ، نامیده می‌شد.
در خلیج Kahaluʻu در ساحل Kona، یک heiau موج‌سواری نسبتاً خوب حفظ شده به نام Kuʻemanu Heiau وجود دارد، یک سازهٔ بزرگ ساخته شده از سنگ گدازهٔ سیاه. در اینجا، هاوایی‌های باستانی محلی برای موج‌سواری خوب دعا می‌کردند.
بسیاری از موج‌سواران امروزه عشق خود به این ورزش را با اعتقادات مذهبی یا معنوی خود ترکیب می‌کنند؛ مثلاً در هانتینگتون بیچ، کالیفرنیا، یک کلیسای محلی مسیحی غیر فرقه‌ای گاهی اوقات صبح زود یکشنبه برای برگزاری مراسم مذهبی در ساحل جمع می‌شوند. پس از دعای پایانی، کشیش و حضار برای موج‌سواری صبحگاهی به دریا می‌روند.
در جوامع مختلف موج‌سواری، مراسم «پدل اوت» یا مراسم یادبود موج‌سواران درگذشته، گاهی در سالگرد فوت آنها برگزار می‌شود، مانند مراسم یادبود ادی آیکاو که هر ساله در خلیج وایمیا، هاوایی برگزار می‌شود. شرکت‌کنندگان در مراسم یادبود با حلقه‌های گل دور گردن یا با گل‌های آزاد (گاهی بین دندان‌هایشان) به سمت مکان مناسب پارو می‌زنند. سپس شرکت‌کنندگان در یک دایره قرار می‌گیرند، دست‌هایشان را می‌گیرند و در سکوت دعا می‌کنند. گاهی اوقات آنها دست‌های گره کرده خود را به سمت آسمان بلند می‌کنند و سپس گل‌ها یا حلقه‌های گل خود را در مرکز دایره می‌اندازند. پس از آن، آنها به سمت ساحل پارو می‌زنند تا جلسه موج‌سواری خود را آغاز کنند. اغلب این مراسم در هنگام طلوع یا غروب خورشید برگزار می‌شود. در مکان‌هایی با اسکله، مانند هانتینگتون بیچ کالیفرنیا، این مراسم می‌تواند در نزدیکی انتهای اسکله برگزار شود تا هر غیر موج‌سواری، مانند بستگان مسن، بتوانند تماشا کنند و شرکت کنند. اغلب شرکت کنندگان روی اسکله دسته گل‌هایی را در مرکز دایره می‌اندازند.

## زنان موج‌سوار
در گذشته‌های دور، در پلی‌نزی، زنان هم‌پای مردان به موج‌سواری می‌پرداختند. این موضوع به‌ویژه در هاوایی مشهود بود، جایی که موج‌سواری برای همه، از کودکان گرفته تا زنان و مردان، امری عادی بود. ملکه کاهومانو، قدرتمندترین همسر کامهامها، به موج‌سواری در مکانی علاقه داشت که امروزه کستلز نامیده می‌شود. این مکان در وایکیکی در ساحل جنوبی اوآهو قرار دارد و در گذشته تنها خانواده سلطنتی اجازه موج‌سواری در آنجا را داشتند. کاهومانو با جثه بزرگ و مهارت بالا، توانایی پارو زدن با تخته موج‌سواری سنتی (olo) و گرفتن موج‌های بزرگ را داشت. تا دهه ۱۸۳۰، زنان همچنان در موج‌سواری هاوایی فعال بودند، اما با ورود مبلغان آمریکایی و آموزش‌های آنان مبنی بر نامناسب بودن موج‌سواری برای زنان، این فعالیت برای زنان متوقف شد. موج‌سواری زنان تا اواخر دهه ۱۸۰۰ در اطراف جزایر هاوایی از سر گرفته نشد. پس از جنگ جهانی دوم، موج‌سواری دوباره محبوبیت یافت و تعداد شرکت‌کنندگان افزایش یافت. دوک کاهاناموکو و تام بلیک، از پیشگامان ورزش‌های آبی، زنان را به موج‌سواری تشویق می‌کردند. بلیک معتقد بود که موج‌سواری به زنان کمک می‌کند تا تناسب اندام خود را حفظ کنند.
یک دهه بعد، با افزایش حضور زنان در فیلم‌های موج‌سواری، محبوبیت موج‌سواری زنان دوباره اوج گرفت. فیلم Gidget و سریال‌های تلویزیونی آن نمونه‌هایی از این فیلم‌ها بودند. با این حال، پیام اصلی این آثار این بود که زنان باید تماشاگر موج‌سواری باشند نه شرکت‌کننده در آن.
زنان به دلیل شرکت در موج‌سواری با واکنش‌های منفی روبرو می‌شدند و «مردانه» یا «پسر صفت» خطاب می‌شدند. به همین دلیل، تصمیم گرفتند تا خودشان این ورزش را مدیریت کنند و مسابقات موج‌سواری زنان را برگزار کنند. در دهه‌های ۱۹۵۰ و ۱۹۶۰ مسابقاتی برای زنان برگزار می‌شد، اما این مسابقات در سطح آماتور بودند. در دهه‌های ۱۹۷۰ و ۱۹۸۰ زنان وارد مسابقات حرفه‌ای موج‌سواری شدند و این باعث شد تا سبک موج‌سواری زنان تغییر کند و به جای تمرکز بر جذابیت ظاهری، بیشتر بر روی قدرت و سرعت خود به عنوان یک ورزشکار تمرکز کنند. امروزه، موج‌سواران حرفه‌ای زن هنوز هم برای اینکه به عنوان یک ورزشکار شناخته شوند، با مشکلاتی روبرو هستند و رسانه‌های موج‌سواری همچنان آن‌ها را مورد قضاوت و نگاه جنسیتی قرار می‌دهند.
موج‌سواران زن حرفه‌ای همچنین می‌گویند که در مقایسه با مردان، دستمزد کمتری دریافت می‌کنند و در مسابقات جوایز نقدی برابر با مردان را دریافت نمی‌کنند. این نابرابری در مورد حمایت مالی شرکت‌های بزرگ از برندهای موج‌سواری نیز وجود دارد. این شرکت‌ها ترجیح می‌دهند با موج‌سواران زن جذاب‌تر قرارداد ببندند تا آنهایی که با استعدادتر هستند.
در حال حاضر برخی از گروه‌های موج‌سواری در تلاش هستند تا زنان رنگین‌پوست را بیشتر در فرهنگ موج‌سواری وارد کنند. یکی از این گروه‌ها "Textured Waves" است که به زنان رنگین‌پوست اختصاص دارد. هدف آن‌ها این است که موج‌سواری را برای همه در دسترس‌تر کنند و افرادی را که با تصویر کلیشه‌ای یک موج‌سوار مطابقت ندارند، بپذیرند.

## دختران ساحلی
دختر ساحلیBeach bunnies اصطلاحی است که در آمریکای شمالی برای زنانی استفاده می‌شود که وقت آزاد خود را در ساحل می‌گذرانند. در فرهنگ موج‌سواری، ممکن است به یک موج‌سوار زن نیز اشاره داشته باشد. دختران ساحلی به خاطر زمانی که صرف برنزه کردن می‌کنند، شناخته می‌شوند و معمولاً با بیکینی نشان داده می‌شوند. نمونه‌هایی از این دختران را می‌توان در فیلم‌ها و سریال‌هایی مانند "Beach Party" و "Gidget" دید. معادل مرد آن "ولگرد ساحلی" beach bum است.

## تنوع اقوام
در سال‌های اخیر، تنوع در موج‌سواری به عنوان یک مسئله جدید برای جامعه موج‌سواری مطرح شده است. با توجه به اینکه دنیای موج‌سواری حرفه‌ای توسط موج‌سواران برزیلی مانند ایتالو فریرا و گابریل مدینا رهبری می‌شود و حضور ورزشکارانی مانند مایکل فبری (اولین موج‌سوار سیاه‌پوست آفریقایی در تور قهرمانی)، به نظر می‌رسد که موج‌سواری حرفه‌ای در حال حرکت به سمت فراگیر بودن است. با این حال، این موضوع لزوماً برای موج‌سواران عادی در مکان‌هایی مانند ایالات متحده صادق نیست. سازمان‌هایی مانند پروژه موج‌سواری شهری در سانفرانسیسکو به معرفی ورزش موج‌سواری به جوانان محروم با پیشینه سیاه‌پوست و لاتین‌تبار اختصاص دارند. جف ویلیامز، رئیس مشترک انجمن موج‌سواران سیاه‌پوست لس‌آنجلس (سازمانی مشابه CSP)، نیاز به این برنامه‌ها را با بیان این که «هر زمان که در مورد تنوع در موج‌سواری صحبت می‌کنید، همه چیز به دسترسی خلاصه می‌شود» خلاصه کرد، به این معنی که موانع مالی و فرهنگی ورود به آب همان چیزی است که برخی از افراد از جوامع اقلیت را از شرکت در این ورزش بازمی‌دارد.
در همین حال، دنیای موج‌سواری شاهد فرهنگ موج‌سواری در مکان‌هایی است که اکثر موج‌سواران پیش از آن از آن بی‌اطلاع بوده‌اند. یک نمونه از این موضوع، پروژه کتاب جدید Selema Masekela, AfroSurf، است که شیوع موج‌سواری و فرهنگ موج‌سواری در آفریقا را شرح می‌دهد. موج‌سواری آفریقای جنوبی مدت‌هاست که بخش مهمی از فرهنگ جهانی موج‌سواری بوده است، اما موج‌سواری در بقیه آفریقا عمدتاً تاکنون به عنوان یک جاذبه گردشگری به جای یک فرهنگ محلی دیده می‌شد. به گفته ماسکلا، «این مکان‌ها موج‌سواری را به عنوان فرهنگ خود پذیرفته‌اند و سپس فرهنگ خود را در آن تزریق می‌کنند.»

## فرهنگ موج بزرگ
بعضی از موج‌سواران عاشق موج‌سواری روی موج‌های بسیار بزرگ هستند که به آن «شکار کرگدن» هم می‌گویند. در دهه ۱۹۹۰ موج‌سواران شروع به استفاده از جت‌اسکی کردند تا خودشان را به موج‌های بزرگ برسانند و سوار آن‌ها شوند (به موج‌سواری یدک‌کش مراجعه کنید). بعضی از این موج‌ها آنقدر سریع هستند (بیش از ۶۰ کیلومتر در ساعت) که بدون جت‌اسکی نمی‌شود به آن‌ها رسید. جت‌اسکی همچنین به موج‌سواران کمک می‌کند تا اگر از روی تخته موج‌سواری به داخل آب افتادند، بتوانند خودشان را نجات دهند. این کار بسیار هیجان‌انگیز است و گروه‌های تلویزیونی هم خیلی دوست دارند از آن فیلم بگیرند، اما چون این موج‌های بزرگ معمولاً خیلی از ساحل دور هستند، کمتر کسی می‌تواند از نزدیک آن‌ها را ببیند.
موج‌سواران از هر طبقه و گروهی هستند، اما علاقه زیاد آن‌ها به موج‌سواری باعث شده که بعضی‌ها آن‌ها را «ولگرد ساحلی»beach bum یا «ولگرد موج‌سواری»surf bum صدا کنند. موج‌سواران معمولاً خیلی به موج‌سواری علاقه دارند و برای بهتر شدن در آن تلاش می‌کنند. این باعث شده که بعضی‌ها فکر کنند موج‌سواری برای آن‌ها فقط یک ورزش نیست، بلکه یک سبک زندگی است.
جزر و مد دریا تأثیر زیادی در کیفیت امواج و خطرات موج‌سواری در نقاط مختلف دارد. میزان جزر و مد در مناطق مختلف جهان متفاوت است و حتی در یک منطقه هم ممکن است این تأثیر در نقاط مختلف فرق کند؛ مثلاً در بالی، پاناما و ایرلند، اختلاف بین جزر و مد به ۲ تا ۳ متر می‌رسد، در حالی که در هاوایی این اختلاف کمتر از یک متر است.
هر مکان موج‌سواری ویژگی‌های خاص خودش را دارد، چون شکل بستر دریا در هر منطقه متفاوت است. در سواحل شنی، تپه‌های زیر آب می‌توانند هفته به هفته تغییر کنند، برای همین پیدا کردن موج‌های خوب به کمی صبر و حوصله نیاز دارد.
جمله «کاش دیروز اینجا بودی» به یک اصطلاح رایج بین موج‌سواران تبدیل شده و به شرایط نامناسب موج‌سواری اشاره دارد. البته امروزه با پیشرفت تکنولوژی، پیش‌بینی وضعیت موج‌ها خیلی راحت‌تر شده و موج‌سواران می‌توانند اندازه و جهت موج‌ها را در سراسر دنیا ببینند.
علاقه به موج‌سواری در جاهای بکر و عالی، باعث رونق گردشگری موج‌سواری شده است. کمپ‌های موج‌سواری و اجاره قایق‌های تفریحی به موج‌سواران این امکان را می‌دهد که در مناطق دورافتاده و گرمسیری، جایی که بادهای ساحلی شرایط ایده‌آل را فراهم می‌کنند، موج‌سواری کنند.
پیدا کردن موج‌های عالی کار راحتی نیست و به شرایط آب و هوایی مختلفی بستگی دارد. به همین دلیل، موج‌سواران معمولاً آنقدر به این ورزش علاقه دارند که آن را به سبک زندگی خود تبدیل می‌کنند.
هر موج‌سواری هدفی متفاوت از موج‌سواری دارد، اما در طول تاریخ این ورزش، بسیاری آن را فراتر از یک ورزش می‌بینند. موج‌سواری برای آن‌ها فرصتی است برای رها شدن از روزمرگی‌ها، لذت بردن از هیجان و یکی شدن با طبیعت. بعضی از موج‌سواران پا را فراتر گذاشته و به دنبال یک سبک زندگی متفاوت و آرامش درونی هستند. آن‌ها به «موج‌سواران روح و روان» معروفند و موج‌سواری را راهی برای هماهنگی با زندگی و اقیانوس می‌دانند. اما این دیدگاه با فرهنگ موج‌سواری رقابتی که بر پایه مسابقات و تبلیغات است، در تضاد است.

## قانون نانوشته (محلی‌ها)
موج‌های خوب برای موج‌سواری در همه جای ساحل پیدا نمی‌شوند. به همین دلیل، موج‌سواران محلی معمولاً از این نقاط خوب محافظت می‌کنند و به غریبه‌ها اجازه موج‌سواری نمی‌دهند. این موضوع به خصوص در جاهایی که موج‌سوار زیاد است، بیشتر دیده می‌شود. موج‌سواران محلی معتقدند که هرچه تعداد موج‌سواران کمتر باشد، سهم بیشتری از موج‌ها به آن‌ها می‌رسد. به همین دلیل، گاهی اوقات با تهدید یا خشونت از موج‌سواری دیگران جلوگیری می‌کنند.
بعضی از موج‌سواران محلی برای دفاع از منطقه یا ساحل خودشان، گروه‌هایی تشکیل می‌دهند. این گروه‌ها که به «پانک‌های موج‌سواری» یا «نازی‌های موج‌سوار» معروفند، در کالیفرنیای جنوبی و جزیره هاوایی دیده می‌شوند و با تهدید و خشونت، مانع موج‌سواری غریبه‌ها در منطقه خود می‌شوند؛ مثلاً موج‌سواران محلی کالیفرنیای جنوبی با موج‌سوارانی که از دره سن فرناندو می‌آیند، مشکل دارند و به آن‌ها لقب‌های تحقیرآمیز می‌دهند.
اصطلاح «نازی موج‌سواری» در دهه ۱۹۶۰ برای توصیف موج‌سواران خشن، متعصب و پرخاشگر استفاده می‌شد. این موج‌سواران معمولاً عضو گروه‌ها یا باشگاه‌های موج‌سواری بودند. بعضی از آن‌ها حتی این لقب را پذیرفتند و از نمادهای نازی‌ها استفاده می‌کردند، اما این کار بیشتر برای ترساندن غریبه‌ها بود. فیلم «اربابان داگ‌تاون» که بر اساس یک داستان واقعی ساخته شده، خشونت موج‌سواران محلی سانتا مونیکا در اوایل دهه ۱۹۷۰ را نشان می‌دهد.
این رفتارهای محلی‌گرایانه دلایل اقتصادی و اجتماعی هم دارد. تا همین اواخر، مردم به موج‌سواران به چشم آدم‌های تنبل و بی‌مسئولیت نگاه می‌کردند. بسیاری از موج‌سواران محلی از قشر پایین جامعه بودند و از اینکه افراد ثروتمند برای تفریح به ساحل آن‌ها می‌آمدند، ناراحت بودند. در استرالیا هم این تنش‌ها بین موج‌سواران محلی و دولت وجود داشته و هنوز هم ادامه دارد. فیلم مستند «برا بویز» در مورد یک گروه موج‌سواری در استرالیا است که به خشونت معروفند، هرچند خودشان این موضوع را قبول ندارند.
گروه‌های موج‌سواری برای حفظ فرهنگ خودشان، از شهرها و سواحل خودشان محافظت می‌کنند و اگر کسی به قلمرو آن‌ها وارد شود، ممکن است با خشونت روبرو شود. یکی از قدیمی‌ترین و بزرگ‌ترین گروه‌های موج‌سواری به نام «لانگوس» در لانگ بیچ وجود دارد. بسیاری از این گروه‌ها ادعا می‌کنند که زمین‌ها و موج‌های خاصی متعلق به آن‌هاست. فیلم «برا بویز» باعث شهرت بیشتر این گروه‌ها شد.
«پسران خلیج لونادا» (در پالوس وردس استیتس کالیفرنیا در سال ۲۰۱۶ به دلیل رفتارهای خشونت‌آمیزشان با یک شکایت دسته‌جمعی مواجه شدند.

## = ولف‌پک
ولف‌پک (به معنی گلهٔ گرگ‌ها) گروهی از موج‌سواران اهل کوآئی، هاوایی است که به شدت به قوانین نانوشتهٔ موج‌سواری پایبند هستند. به گفتهٔ یکی از اعضای این گروه، کوآئی جایی است که به افراد احترام گذاشتن را یاد می‌دهند. همین ارزش احترام باعث شد تا ولف‌پک سعی کند بی‌نظمی‌های موج‌سواری در ساحل شمالی را کنترل کند. اندی آیرونز و بروس آیرونز، موج‌سواران حرفه‌ای، و کالا الکساندر، بازیگر و ستاره برنامه‌های تلویزیونی، از اعضای شناخته‌شدهٔ این گروه هستند.
ولف‌پک در سال ۲۰۰۱ توسط کالا الکساندر، زمانی که برای پیدا کردن کار به ساحل شمالی نقل مکان کرده بود، تشکیل شد. او متوجه بی‌نظمی و بی‌احترامی در منطقهٔ موج‌سواری Pipeline شد و تصمیم گرفت تا برای حفظ ارزش‌ها و محافظت از موج‌سواران در برابر امواج خطرناک این منطقه، قوانینی را وضع کند.
امواج Pipeline می‌توانند تا ارتفاع ۶ متر برسند و قدرت زیادی دارند، به طوری که حتی جان موج‌سواران حرفه‌ای را هم گرفته‌اند. برخورد موج‌سواران با یکدیگر در این امواج می‌تواند بسیار خطرناک باشد. به همین دلیل، ولف‌پک تصمیم گرفت تا در ساحل شمالی قوانین را با جدیت بیشتری اجرا کند.
روش‌های خشن ولف‌پک در اجرای قوانین، توجه‌ها را به خود جلب کرده است؛ مثلاً در یک مورد، رهبر این گروه به گردشگری که در یک موج ۲ متری برای دوست الکساندر مزاحمت ایجاد کرده بود، حمله کرد. با وجود این، بعضی از مردم محلی از اقدامات ولف‌پک حمایت می‌کنند و معتقدند که این گروه به دنبال حفظ ارزش‌های فرهنگی است.
الکساندر ولف‌پک را یک گروه خلافکار نمی‌داند، بلکه می‌گوید آن‌ها از همه اهالی هاوایی محافظت می‌کنند. آن‌ها سعی دارند تا سبک زندگی و فرهنگ هاوایی را حفظ کنند و به دیگران یادآوری کنند که بی‌احترامی به این فرهنگ چه عواقبی می‌تواند داشته باشد.

## = برا بویز
برا بویز (Bra Boys) یک گروه موج‌سواری معروف است که در ماروبرا، منطقه‌ای ساحلی در حومه شرقی سیدنی استرالیا شکل گرفت. این گروه در سال ۲۰۰۷ با پخش مستندی به نام «برا بویز: خون از آب غلیظ‌تر است» که دربارهٔ روابط و مشکلات اعضای گروه بود، به شهرت جهانی رسید. نام «برا بویز» هم به معنی برادر در زبان عامیانه است و هم اشاره‌ای به محلهٔ ماروبرا، زادگاه این گروه دارد. اعضای گروه روی سینه‌شان عبارت «نگهبان برادرانم» و در پشتشان کد پستی ماروبرا را خالکوبی می‌کنند.
بسیاری از اعضای برا بویز در خانواده‌های فقیر و درگیر اعتیاد بزرگ شده‌اند. برادران سانی، جای، کوبی و داکوتا ابرتون دوران کودکی سختی را پشت سر گذاشته‌اند. برای آن‌ها، برا بویز بیشتر از یک گروه، یک خانواده بود که در آن به موج‌سواری می‌پرداختند و همیشه هوای همدیگر را داشتند. این مستند که توسط خود اعضای گروه ساخته شده، روی تاریک و خشن زندگی موج‌سواری را نشان می‌دهد، در حالی که هالیوود قبلاً تصویری رؤیایی از آن ارائه می‌داد.

## اصطلاحات

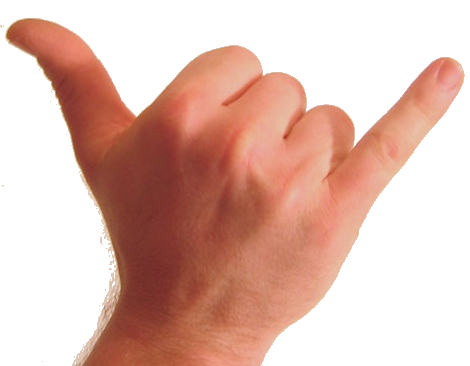
The علامت شاکا.

موج‌سواری (به‌ویژه در کالیفرنیای جنوبی) دارای گویش اجتماعی خاص خود است که با ولی‌اسپیک (Valleyspeak) و آپ‌تاکینگ (Uptalking) استرالیا درآمیخته است. کلماتی مانند "grom" (موج‌سوار تازه‌کار)، "dude" (رفیق)، "tubular" (لوله‌ای)، "radical" (رادیکال) و "gnarly" (خفن) با هر دو مرتبط هستند. کالیفرنیای شمالی اصطلاحات موج‌سواری خود را نیز ایجاد کرد که شامل "groovy" (باحال)، "hella" (یک‌عالمه) و "tight" (درست‌درمون) می‌شود. یکی از اصطلاحات رایج بین موج‌سواران در سراسر دنیا "stoked" است که به معنی هیجان و اشتیاق برای موج‌سواری است. جان انگل، نویسنده، این حس را این‌گونه توصیف می‌کند: "این همان حسی است که موج‌سواران به آن stoke می‌گویند، در اوج آن، انگار زمان می‌ایستد و موج‌سوار در اوج لذت، از جسم خود جدا می‌شود." اصطلاح رایج دیگر "YEW!" است که موج‌سواران هنگام دیدن یک موج بزرگ یا گرفتن یک موج خوب، آن را فریاد می‌زنند. البته موج‌سواران اغلب به تنبلی و ولگردی هم معروفند و به آن‌ها لقب "ولگردهای ساحلی" (مردان) یا "خرگوش‌های ساحلی" (زنان) می‌دهند.
علامت شاکا (shaka sign)، که به هامانا کالیلی از لایی، هاوایی نسبت داده می‌شود، یک سلام رایج در فرهنگ موج‌سواری است.

## مسائلی که بر موج‌سواران تأثیر می‌گذارد
آسیب‌های زیست‌محیطی و افزایش توسعه ممکن است همچنان به افزایش فشار بر این ورزش ادامه دهد. نشت نفت و رشد جلبک‌های سمی نیز می‌تواند مناطق موج‌سواری را تهدید کند.
برخی از این استرس‌ها را می‌توان با ساخت صخره‌های مصنوعی برای موج‌سواری برطرف کرد. چندین مورد در سال‌های اخیر ساخته شده است (یکی در Cables در استرالیای غربی است) و اشتیاق گسترده‌ای در جامعه جهانی موج‌سواری برای پروژه‌های اضافی وجود دارد. با این حال، مخالفت‌های زیست‌محیطی و مقررات سختگیرانه مجوزهای ساحلی، چشم‌انداز ساخت چنین صخره‌هایی را در برخی کشورها، مانند ایالات متحده، کاهش می‌دهد.

## موج‌سواری و محیط زیست
موج‌سواری به عنوان یک ورزش به شدت به یک محیط سالم وابسته است. در نتیجه، گروه‌های ذینفع برای تأثیرگذاری بر استفاده از املاک ساحلی مرتبط با موج‌سواری شکوفا شده‌اند. بین موج‌سواران و سایر گروه‌های کاربری بر سر تخصیص منابع ساحلی اختلاف وجود دارد. دو موضوع مشترک در اکثر اختلافات، دفع فاضلاب و زباله‌های سمی در آب‌های نزدیک ساحل و تشکیل بندرگاه، موج‌شکن و اسکله است. فاضلاب و زباله‌های سمی تقریباً همیشه بر پستانداران تأثیر منفی می‌گذارد. پروژه‌های ساخت و ساز و مهندسی ساحلی می‌توانند اثرات خوب یا بدی بر موج‌های موج‌سواری داشته باشند. در حالی که برخی منابع به اثربخشی گروه‌های زیست‌محیطی موج‌سواری مشکوک هستند، پیروزی‌های قابل توجهی توسط موج‌سوارانی که از مسائل خود دفاع می‌کنند به دست آمده است. برخی از نمونه‌های این پیروزی‌ها عبارتند از:
- در سال ۱۹۹۱، بنیاد موج‌سواران (Surfrider Foundation) و سازمان حفاظت از محیط زیست آمریکا (EPA) در دومین پرونده بزرگ قانون آب پاک در تاریخ پیروز شدند. یک شکایت ۵٫۴ میلیون دلاری علیه دو کارخانه کاغذسازی، Louisiana-Pacific Corporation و Simpson Paper Company منجر به ایجاد صندوق بهبود تفریح و کیفیت آب منطقه هامبولت شد و ۵۰ میلیون دلار توسط کارخانه‌ها برای کاهش تخلیه اقیانوس در تأسیسات خود در نزدیکی یوریکا، کالیفرنیا، هزینه شد.
- در سال ۲۰۰۸، وزارت بازرگانی ایالات متحده از تصمیم کمیسیون ساحلی کالیفرنیا برای رد ۱٫۳ میلیارد دلار تمدید بزرگراه ۲۴۱ ایالت کالیفرنیا که بر سایت موج‌سواری محبوب و مشهور جهانی Trestles در نزدیکی سن کلمنته، کالیفرنیا تأثیر می‌گذاشت، حمایت کرد. این تصمیم یک پیروزی برای فعالان محیط زیست موج‌سواری بود که یک کارزار مردمی را برای «نجات Trestles، توقف جاده عوارضی» رهبری کردند. در آن زمان، مقامات فدرال ۳۵۰۰۰ بیانیه کتبی در مورد این موضوع دریافت کردند که بیشتر آن‌ها از حمایت از تصمیم CCC حمایت می‌کردند.
- یک نمونه جهانی را می‌توان در مورد ذخیره‌گاه جهانی موج‌سواری تازه تأسیس در اریسیرا، پرتغال یافت که در اکتبر ۲۰۱۱ افتتاح شد و توسط رئیس‌جمهور پرتغال، آنیبال کاواکو سیلوا، تأیید شد. رئیس‌جمهور سیلوا «اهمیت حفظ خط ساحلی موج‌سواری… را برای نشاط اقتصاد پرتغال، سلامت محیط زیست ساحلی و دریایی و حفظ کیفیت بالای زندگی برای ساکنان تصدیق کرد.» حفظ این نقطه موج‌سواری بکر توسط ائتلاف نجات امواج و برنامه ذخایر جهانی موج‌سواری آن انجام شد که هدف آن «شناسایی، تعیین و حفظ امواج برجسته، مناطق موج‌سواری و محیط اطراف آنها در سراسر جهان است…».

## گردشگری موج‌سواری

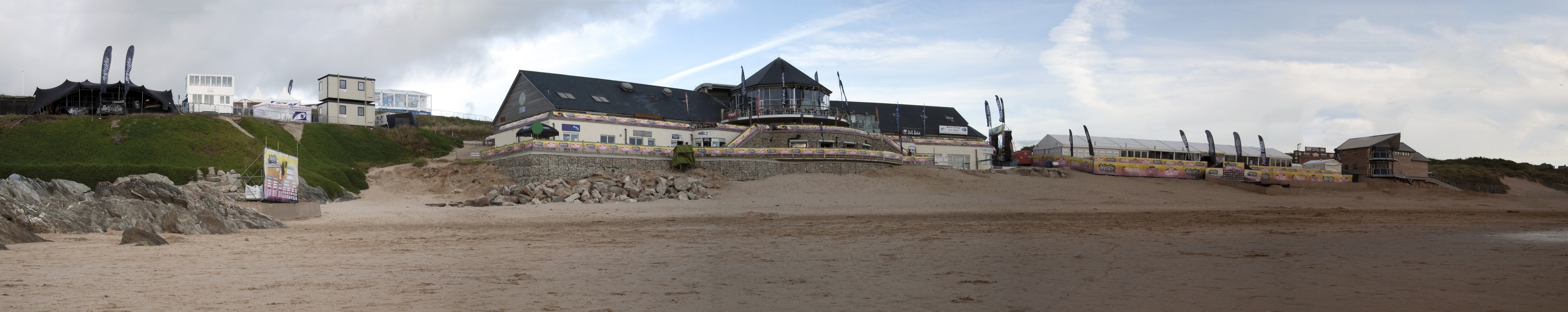
ساحل فیسترال با بار ساحلی آماده‌شده برای جشنواره بودرمسترز سال ۲۰۱۰.

صنعت موج‌سواری یک صنعت میلیارد دلاری است که در دهه‌های اخیر به عنوان یک ورزش تفریحی در بسیاری از مناطق ساحلی جهان محبوبیت زیادی پیدا کرده است. معرفی مقاصد جدید موج‌سواری از طریق تلویزیون، فیلم‌ها، مجلات، اینترنت و سایر رسانه‌ها، در کنار دسترسی آسان‌تر به امکانات سفر، باعث رونق گردشگری موج‌سواری شده است. این موضوع تأثیرات زیادی بر جوامع محلی و محیط زیست در کشورهای در حال توسعه و همچنین مناطق توسعه‌یافته در سراسر جهان داشته است. اگرچه گردشگری همیشه دلیل اصلی رشد سریع در کشورهای در حال توسعه نیست، اما در این شرایط، گروه‌های فعال و سازمان‌های غیرانتفاعی مانند بنیاد موج‌سواران، SurfAid, IJourneyGreen، شبکه منابع موج‌سواری، سازمان جهانی گردشگری، NEF و یونسکو با همکاری مردم محلی و دولت‌ها تلاش می‌کنند تا اثرات منفی گردشگری بر محیط زیست را کاهش داده و اثرات مثبت آن را به‌طور عادلانه توزیع کنند. برخی از اثرات منفی گردشگری بر جوامع موج‌سواری عبارتند از:
- عدم ایجاد سطوح کافی اشتغال و درآمد
- از دست دادن مهارت‌های محلی و عدم ارائه مشاغل ماهر برای جمعیت محلی
- استثمار نیروی کار
- توزیع نابرابر هزینه‌ها و منافع گردشگری
- توسعه سریع و ناپایدار زیرساخت‌ها که می‌تواند باعث فرسایش سواحل و مشکلات ایمنی و بهداشتی شود.
- دفع نامناسب زباله و آلودگی (اقیانوس)
- عدم اراده سیاسی برای دنبال کردن گردشگری پایدار
- کمبود منابع انسانی و اقتصادی
- فساد دولت مرکزی و محلی
- تمرکز کوتاه‌مدت تضعیف اهداف بلندمدت توسعه

برخی از تأثیرات مثبت گردشگری مرتبط با جوامع موج‌سواری عبارتند از:
- میزان پیوندها با اقتصاد داخلی
- ایجاد اشتغال
- تقویت انتقال فناوری مناسب واقعی
- ایجاد شغل برای نیروی کار ماهر و همچنین مدیران، تکنسین‌ها و پرسنل محلی
- توزیع عادلانه اجتماعی، بخشی و منطقه‌ای هزینه‌ها و منافع
- هماهنگی سیاست‌ها و برنامه‌های دولتی برای افراد محلی و بازدیدکنندگان خارجی
- زیرساخت و مشوق‌ها

## گرافیک موج‌سواری
«گرافیک موج‌سواری» سبکی هنری است که با خرده‌فرهنگ موج‌سواری در پوسترها، بروشورها، تی‌شرت‌ها و لوگوها همراه است. این سبک به شدت تحت تأثیر هنر اسکیت، کاستم کالچرKustom Kulture و فرهنگ تیکیtiki قرار گرفته است. هنرمندان محبوب در این سبک عبارتند از درو بروفی، دامیان فولتون، ریک گریفین، بیل اوگدن و جیم فیلیپس.

## موسیقی موج‌سواری

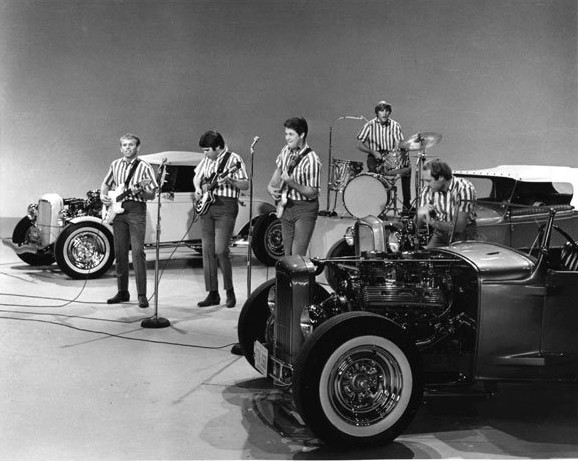
بیچ بویز در حال اجرایی "I Get Around" در سال ۱۹۶۴.

فرهنگ موج‌سواری در موسیقی موج‌سواری با زیرژانرهایی مانند موج راک و موج پاپ منعکس می‌شود. این شامل آثاری از هنرمندانی مانند Jan and Dean, The Beach Boys, The Surfaris ("Wipe Out!")، دیک دیل،  The Chantays, شدووز، و The Ventures می‌شود. این موسیقی الهام‌بخش جنون رقص‌هایی مانند The Stomp, The Frug و The Watusi بود. در حالی که دستهٔ موسیقی موج‌سواری به محبوبیت موج‌سواری کمک کرد، اکثر موج‌سواران در آن زمان، مانند Miki Dora, R&B و بلوز را ترجیح می‌دادند. موج جدیدتری از موسیقی موج‌سواری در ریف‌های آکوستیک هنرمندانی مانند جک جانسون و دونوون فرانکنرایتر، که هر دو موج‌سواران حرفه‌ای سابق هستند، آغاز شده است.

## هنرهای تجسمی موج‌سواری
بسیاری از مردم طبیعت آزاد و هیپی بسیاری از سبک‌های زندگی موج‌سواری را در نقاشی‌ها و نقاشی‌های دیواری خود مانند موزاییک موج‌سواری مدونا در انسینیتاس، کالیفرنیا گنجانده‌اند. هنرمندان مشهور عبارتند از دامیان فولتون، ریک ریتولد و فیل رابرتز.

## مد

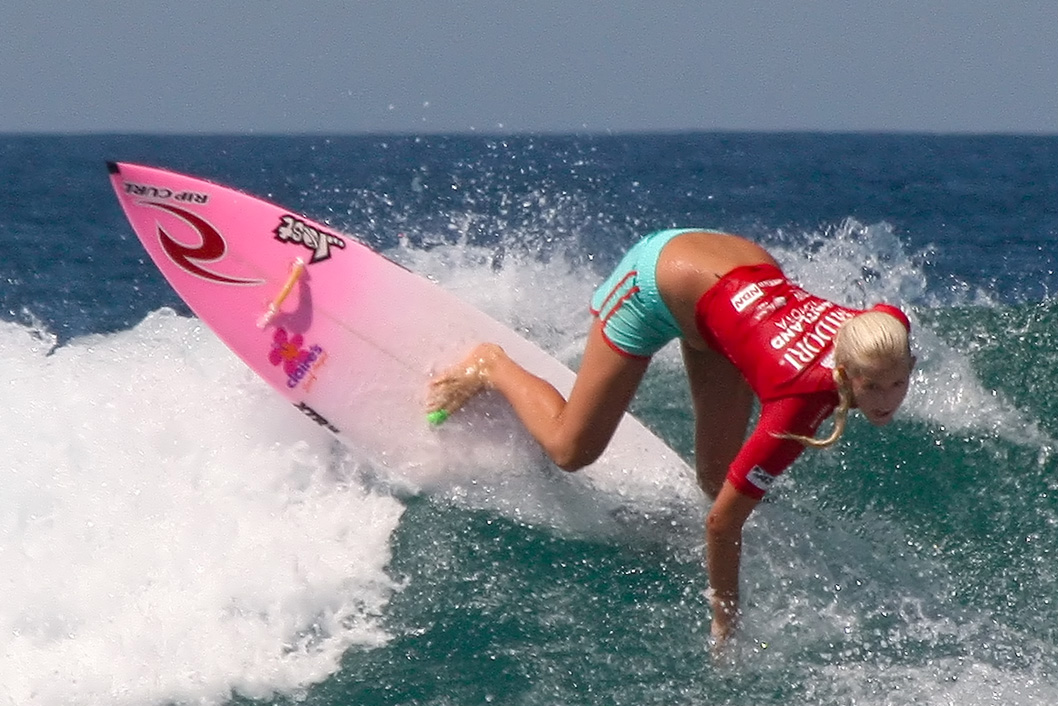
بتانی همیلتون با لباس موج‌سواری

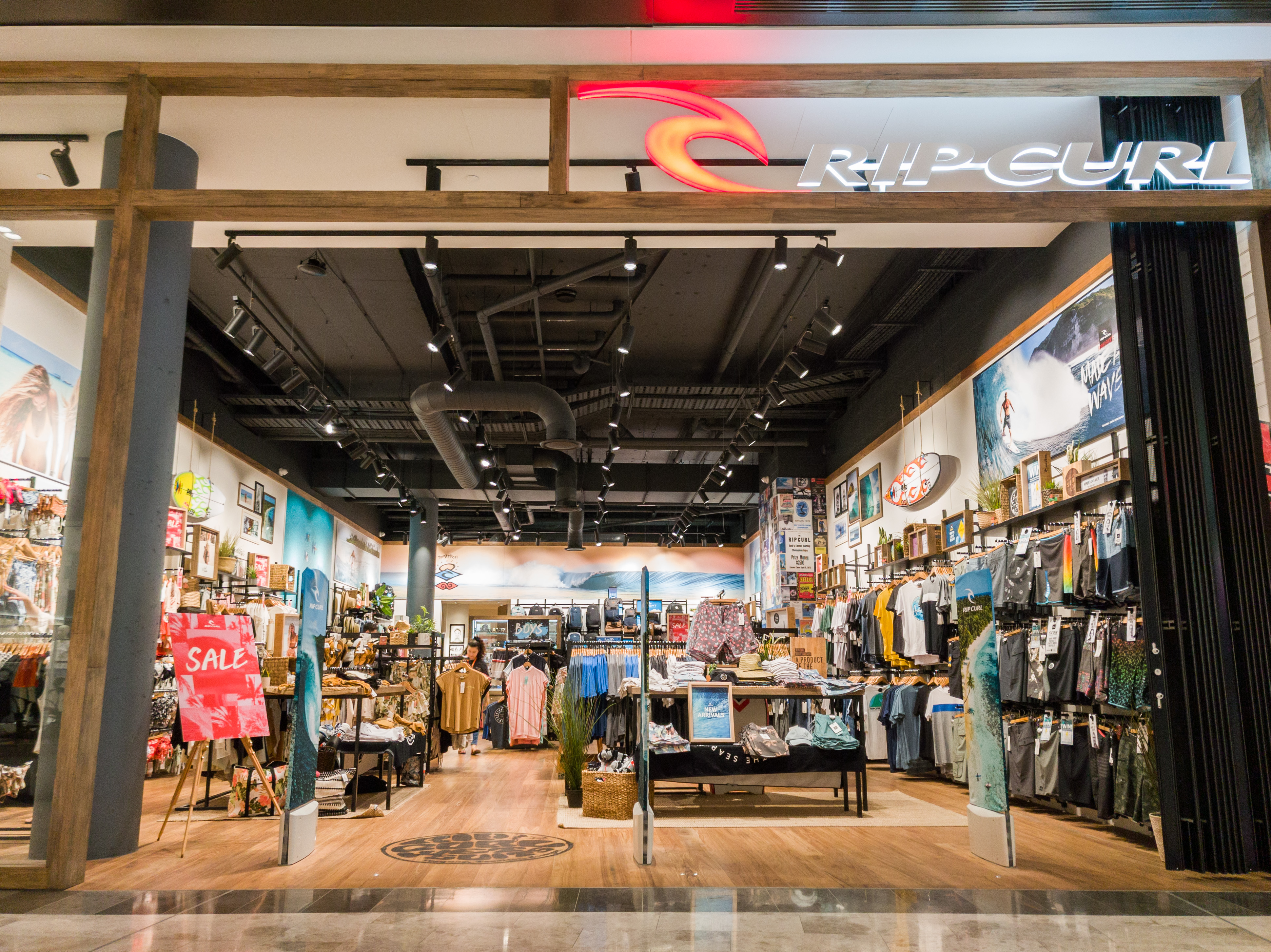
فروشگاه ریپ کرل در پرث

لباس موج‌سواری (Surfwear) یک سبک محبوب لباس‌های غیررسمی است که از فرهنگ موج‌سواری الهام گرفته شده است. بسیاری از نام‌های تجاری مرتبط با موج‌سواری به عنوان صنعت کلبه‌نشینی آغاز شد و موج‌سواران محلی را با شلوارک، لباس‌های غواصی، تخته‌های موج‌سواری یا قلاده‌ها، و همچنین سایر سخت‌افزارها عرضه می‌کردند.
یکی از اولین شرکت‌های مد موج‌سواری استرالیا، Kuta Lines بود که توسط تونی براون پس از بازدید از بالی در سال ۱۹۷۳ تأسیس شد. براون پارچه‌ها و طرح‌های اندونزیایی را برای لباس موج‌سواری خود تطبیق داد. از دهه ۱۹۸۰، Kuta Lines از تکنیک‌های سنتی بافت و رنگرزی دارایی‌بافی استفاده کرد که برای موج‌سواری در آب و هوای خنک با پارچه‌های سنگین‌تر و پشمی سازگار بود.
برخی از برندهای لباس دیگر عبارتند از O'Neill, ریپ کرل، کوئیک‌سیلور، Town & Country, Ocean Pacific, بیلابونگ،  Oakley, DaKine, ریف، Roxy, وولکام،  المنت اسکیتبوردز،  Hurley, Von Zipper, Golden Breed و RVCA.

## بیکینی
بیکینی یک لباس شنای نمادین است. در ابتدا در اروپا محبوبیت داشت اما پس از اینکه ستارگان معروف هالیوود آن را پوشیدند، در ایالات متحده نیز محبوبیت یافت. بر اساس این محبوبیت، فیلم‌ها از بیکینی برای بازاریابی فیلم‌های خود استفاده می‌کردند. بیکینی ارتباطی بین تمایلات جنسی و کنجکاوی نسبت به فرهنگ دوردست جزایر اقیانوس آرام ایجاد کرد. سال‌ها زنان موج‌سوار این گزینه را نداشتند که بیکینی نپوشند، زیرا لباس‌های موج‌سواری دیگری برای نیاز آن‌ها طراحی نشده بود. این تغییر زمانی رخ داد که سبک لباس‌های موج‌سواری توسط کسانی که بخشی از فرهنگ نبودند، پذیرفته شد. شرکت‌ها شروع به تولید شلوارک‌های تخته‌ای مخصوص بدن زنان کردند و به این ترتیب به آنها این گزینه را دادند که علاوه بر بیکینی در مسابقات موج‌سواری بپوشند.